# Pece
Pece so naselje v Občini Grosuplje.